# Опан (Кировская область)
Опан — деревня в Сунском районе Кировской области в составе  Кокуйского сельского поселения.

## География
Находится на расстоянии примерно 9 километров по прямой на восток от районного центра поселка  Суна.

## История
Известна с 1678 года как починок "Болшей Опан" с 3 дворами, в 1764 здесь уже 40 жителей. В 1873 году в деревне Опанская дворов 28, жителей 187, в 1905 30 и 164, в 1926 в деревне Опан (уже) 41 и 227, в 1950 42 и 151, в 1989 проживало 23 человека. 

## Население
Постоянное население  составляло 34 человека (русские 97%) в 2002 году, 39 в 2010.